# Melville W. Fuller

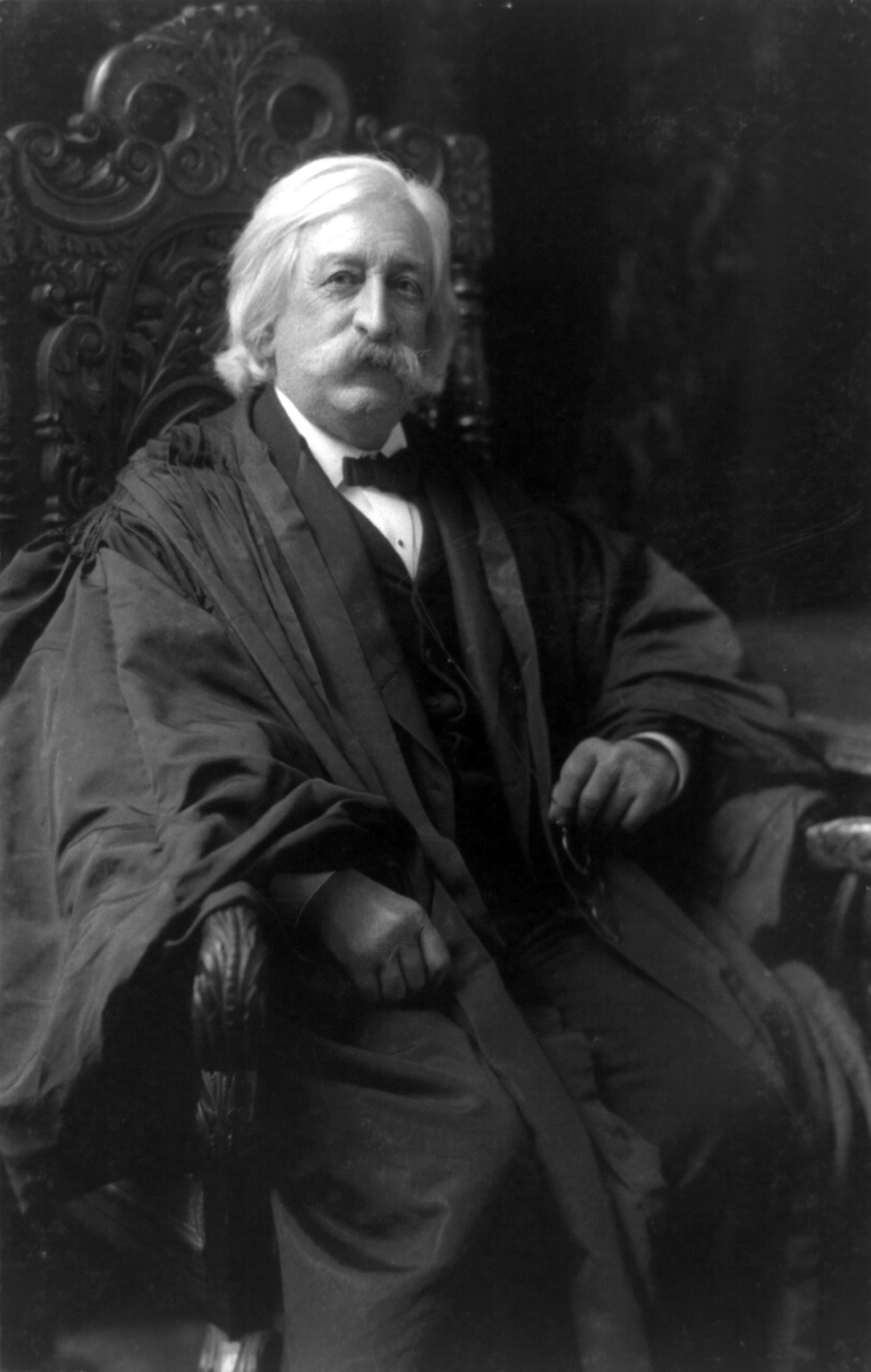
Melville Weston Fuller

Melville Weston Fuller (* 11. Februar 1833 in Augusta, Maine; † 4. Juli 1910 in Sorrento, Maine) war ein US-amerikanischer Jurist und Oberster Bundesrichter der USA von 1888 bis 1910.

## Leben und Wirken
Der in Augusta im US-Bundesstaat Maine geborene Fuller war der Sohn eines bekannten Anwalts. Seine beiden Großväter (Nathan Weston und Henry Weld Fuller) waren Richter gewesen. Seine Eltern ließen sich kurz nach seiner Geburt scheiden und er wurde von seinem Großvater Nathan Weston aufgezogen. Nach dem Abschluss der Schule studierte er unter der Obhut eines Onkels Jura an der renommierten Harvard University und am Bowdoin College. 1853 machte er dort seinen Abschluss.
1855 wurde er Partner eines anderen Onkels. Gleichzeitig gab er in Maine die demokratische Zeitschrift The Age heraus, bevor er dann beschloss, nach Chicago umzuziehen. 1860 wurde er der Wahlkampfmanager des demokratischen Präsidentschaftskandidaten Stephen A. Douglas. Im aufstrebenden Chicago gründete Fuller eine eigene Anwaltskanzlei, die bald sehr erfolgreich werden sollte. Nach nur zwei Jahren reichte er seine erste Klage beim Obersten Gericht des Staates Illinois ein. Es folgten weitere Klagen, die ihn bis zum Obersten Gerichtshof der USA führten. Selbst der Oberste Richter, Morrison R. Waite, dessen Amt er später übernehmen sollte, musste sich mit seinen Klagen befassen.
In der Politik spielte Fuller nur eine unbedeutende Rolle. Für eine Amtszeit war er Abgeordneter im Repräsentantenhaus von Illinois und er war zwischen 1864 und 1880 Delegierter bei vier Nominierungsparteitagen der Demokratischen Partei, bei denen der jeweilige Präsidentschaftskandidat der Partei bestimmt wurde. Seine Partei verlor alle vier Wahlen an die Republikaner. Mehrfach wurde ihm ein Amt in der Bundesregierung angeboten, was er jedoch ablehnte.
Nach dem Tod von Morrison Waite 1888 wurde Fuller zu dessen Nachfolger ernannt. Seine Ernennung war nicht unumstritten, aber schließlich stimmten auch neun Republikaner der Ernennung zu, was ihm eine Mehrheit von 40:21 Stimmen einbrachte.
In seinem neuen Amt fällte er einige bemerkenswerte Urteile. So erklärte er beispielsweise ein neues Einkommensteuergesetz für verfassungswidrig oder er untersagte den Einzelstaaten, grenzüberschreitende Telegramme zu besteuern. In seine Amtszeit fielen die Amtseinführungen bzw. die Vereidigungen von fünf US-Präsidenten: Benjamin Harrison, Grover Cleveland, William McKinley, Theodore Roosevelt und William Howard Taft. 1900 wurde Fuller in die American Academy of Arts and Sciences gewählt.
Fuller war zweimal verheiratet und hatte sechs Töchter.